# Super Bowl (travhäst)
Super Bowl, född 1969 på Stoner Creek Stud Inc i Kentucky i USA, död 2 oktober 1999 på Hanover Shoe Farms i Pennsylvania i USA, var en amerikansk standardhäst. Han blev den sjätte hästen som lyckades vinna Triple Crown of Harness Racing for Trotters. Han sprang in 601 006 dollar på 51 starter, varav 38 segrar. Han kördes och tränades av Stanley Dancer. Han är ansedd som en av de viktigaste avelshingstarna inom utvecklingen av den amerikanska standardhästen.

## Historia
Super Bowl föddes 1969 efter Star's Pride och undan Pillow Talk, och sattes direkt i träning hos Stanley Dancer. Redan som tvååring blev han en champion på travbanorna, då han bland annat satte världsrekord. Hans framgångar fortsatte även som treåring, då han lyckades att vinna de tre största loppen i nordamerikansk travsport; Hambletonian Stakes, Yonkers Trot och Kentucky Futurity. Han blev därmed den sjätte hästen som lyckades vinna Triple Crown of Harness Racing for Trotters.

### Avelskarriär
Efter tävlingskarriären stallades Super Bowl upp som avelshingst på Hanover Shoe Farms i Pennsylvania, och har varit ledande sedan hans första föl började tävla 1976. Super Bowl är far till Hambletonianvinnarna American Winner, Tagliabue, Giant Victory, Probe, Legend Hanover och Speed Bowl. Dessutom har många av hans söner och döttrar haft framgångsrika tävlingskarriärer i Europa, bland annat Napoletano, Express Ride, UConn Don och Jef's Spice. Han är även besläktad med Peace Corps, Alf Palema och Coktail Jet.
Super Bowl avled vid 30 års ålder på Hanover Shoe Farms den 2 oktober 1999.